# Zilla (género)
Zilla é um género botânico pertencente à família Brassicaceae.

## Espécies
- Zilla biparmata
- Zilla chamaerapistum
- Zilla macrocarpa
- Zilla macroptera
- Zilla microcarpa
- Zilla myagroides
- Zilla myagrum
- Zilla schouwioides
- Zilla spinosa